# It's a Party (canción)
«It's a Party» es el décimo séptimo sencillo por Buckcherry, y el tercero de su quinto álbum, All Night Long.